# الردار الكمي

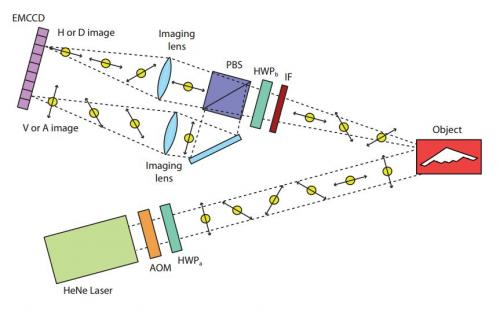

الردار الكمي هي تقنية استشعار عن بعد تقديرية تعتمد على تأثيرات ميكانيكا الكم، مثل مبدأ الشك أو الترابط الكمي. وبنحو عام، الردار الكمي جهاز يعمل في نطاق الموجات الدقيقة.